# UCI Asia Tour de 2022
O UCI Asia Tour de 2022 foi a décima-oitava edição do calendário ciclístico internacional asiático. Iniciou-se a 1 de dezembro de 2021 em Tailândia , com o Tour da Tailândia, e finalizou a 8 de outubro de 2022 com o Tour da Síria na Síria. Disputaram-se 12 concorrências, outorgando pontos aos primeiros classificados das etapas e à classificação final.

## Equipas
As equipas que podiam participar nas diferentes corridas dependia da categoria das mesmas. As equipas UCI WorldTeam e UCI ProTeam tinham cota limitada para competir de acordo ao ano correspondente estabelecido pela UCI, as equipas Equipas Continentais e seleções nacionais não tinham restrições de participação:
| Categoria      | Categoria                       | Equipas                                                                          |
| -------------- | ------------------------------- | -------------------------------------------------------------------------------- |
| .1             | 1.1 (Corrida de um dia)         | * UCI WorldTeam (max 50%) * UCI ProTeam * Continentais * Seleções nacionais      |
| .1             | 2.1 (Corrida de vários dias)    | * UCI WorldTeam (max 50%) * UCI ProTeam * Continentais * Seleções nacionais      |
| .2             | 1.2 (Corrida de um dia)         | * UCI ProTeam * Continentais * Seleções nacionais * Seleções regionais * Amadors |
| .2             | 2.2 (Corrida de vários dias)    | * UCI ProTeam * Continentais * Seleções nacionais * Seleções regionais * Amadors |
| .Ncup (sub-23) | 1.ncup (Corrida de um dia)      | * Seleções nacionais * Seleções mistas                                           |
| .Ncup (sub-23) | 2.ncup (Corrida de vários dias) | * Seleções nacionais * Seleções mistas                                           |

## Calendário
As seguintes são as corridas que compuseram o calendário UCI Asia Tour para a temporada de 2022 aprovado pela UCI.
| UCI Asia Tour de 2022 | UCI Asia Tour de 2022  | UCI Asia Tour de 2022     | UCI Asia Tour de 2022 | UCI Asia Tour de 2022 |
| Data                  | País                   | Corrida                   | Vencedor              |                       |
| --------------------- | ---------------------- | ------------------------- | --------------------- | --------------------- |
| 1 – 6 dez.            | Tailândia              | Tour da Tailândia         | Jambaljamts Sainbayar |                       |
| 28 jan. – 1 fev.      | Emirados Árabes Unidos | Sharjah Cycling Tour      | Grega Bole            |                       |
| 1 – 5 fev.            | Arábia Saudita         | Volta à Arábia Saudita    | Maxim Van Gils        |                       |
| 1 – 6 abr.            | Tailândia              | Tour da Tailândia         | Alan Banaszek         |                       |
| 10 – 17 jul.          | China                  | Volta ao Lago Qinghai     | Liu Jiankun           |                       |
| 20 set. – 3 out.      | Irão                   | Tour do Irão-Azerbaijão   | Gianni Marchand       |                       |
| 2 – 6 out.            | Taiwan                 | Tour de Taiwan            | Benjamin Dyball       |                       |
| 4 – 8 out.            | Síria                  | International Syrian Tour | Hamza Amari           |                       |

## Classificações finais
- Nota: As classificações finais foram:[4][5]

### Individual
| Posição | Corredor                | Equipa                     | Pontos |
| ------- | ----------------------- | -------------------------- | ------ |
| 1.º     | Alexey Lutsenko         | Astana Qazaqstan           | 490    |
| 2.º     | Jambaljamts Sainbayar   | Terengganu Polygon         | 458,75 |
| 3.º     | Igor Chzhan             | Almaty                     | 385,5  |
| 4.º     | Yevgeniy Fedorov        | Astana Qazaqstan           | 317,5  |
| 5.º     | Nariyuki Masuda         | Utsunomiya Blitzen         | 312    |
| 6.º     | Andrey Zeits            | Astana Qazaqstan           | 289    |
| 7.º     | Yevgeniy Gidich         | Astana Qazaqstan           | 192,5  |
| 8.º     | Gleb Brussenskiy        | Astana Qazaqstan           | 191    |
| 9.º     | Bilguunjargal Erdenebat | Ferei Mongolia Development | 173,75 |
| 10.º    | Yukiya Arashiro         | Bahrain Victorious         | 165    |

| Posições 11.º ao 20.º | Posições 11.º ao 20.º    | Posições 11.º ao 20.º      | Posições 11.º ao 20.º |
| --------------------- | ------------------------ | -------------------------- | --------------------- |
| 11.º                  | Nicolas Vinokurov        | Astana Qazaqstan           | 148                   |
| 12.º                  | Maral-Erdene Batmunkh    |                            | 143,75                |
| 13.º                  | Yousef Mirza Bani Hammad | UAE Emirates               | 135                   |
| 14.º                  | Daniil Marukhin          | Almaty                     | 131                   |
| 15.º                  | Sarawut Sirironnachai    | Thailand Continental       | 128                   |
| 16.º                  | Yuma Koishi              | Ukyo                       | 123                   |
| 17.º                  | Yuriy Natarov            | Astana Qazaqstan           | 122,5                 |
| 18.º                  | Bekhzodbek Rakhimbaev    | Tashkent City Professional | 120,5                 |
| 19.º                  | Aiman Cahyadi            | MULA                       | 119,25                |
| 20.º                  | Ahmed Madan              | Bahrain Victorious         | 115                   |

### Equipas
| Posição | Equipa                     | Pontos  |
| ------- | -------------------------- | ------- |
| 1.º     | Terengganu Polygon         | 1380,75 |
| 2.º     | Ukyo                       | 836     |
| 3.º     | Almaty                     | 683,5   |
| 4.º     | Tashkent City Professional | 560     |
| 5.º     | Kinan                      | 495     |

### Países
| Posição | País        | Pontos  |
| ------- | ----------- | ------- |
| 1.º     | Cazaquistão | 2144,5  |
| 2.°     | Mongólia    | 1016,25 |
| 3.º     | Japão       | 974     |
| 4.º     | Uzbequistão | 541     |
| 5.º     | Tailândia   | 539     |

### Países sub-23
| Posição | País        | Pontos |
| ------- | ----------- | ------ |
| 1.º     | Cazaquistão | 893,5  |
| 2.º     | Uzbequistão | 347,5  |
| 3.º     | Mongólia    | 213    |
| 4.º     | Indonésia   | 189    |
| 5.º     | Hong Kong   | 187    |